# Dainius Varnas
Dainius Varnas (*  21. Juni 1971 in Kaunas) ist ein litauischer Politiker, seit November 2024 Mitglied des Seimas.

## Leben
Nach dem Abitur an der Mittelschule absolvierte Dainius Varnas von 1992 bis 1997 das Bachelorstudium der Katholischen Theologie an der Vytautas-Magnus-Universität  und von 1997 bis 1999 das Masterstudium  in Öffentlicher Verwaltung an der Technischen Universität Kaunas  in der litauischen zweitgrößten Stadt Kaunas.
Dainius Varnas war in verschiedenen leitenden und lehrenden Positionen tätig. Seine berufliche Laufbahn begann 1995, als er bis 1996 die Position des Direktors im Unternehmen UAB Šiauruva innehatte. Von 1999 bis 2001 arbeitete er als Assistent des Ministers im  Sozialschutzministerium Litauens.  1999 war er zudem kurzzeitig Referent von Stadtrat von Kaunas.
Zwischen 2001 und 2005 war Varnas als Manager im Unternehmen UAB „Aurelijus ir Dainius“ tätig. Anschließend wechselte er 2005 zum Unternehmen Kauno gatvių apšvietimas UAB, wo er bis 2010 als Ingenieur tätig war. 
Im Jahr 2011 arbeitete Varnas als Projektleiter bei der UAB Altas und nahm im folgenden Jahr eine weitere Projektleiterposition bei der UAB Tranzito paslaugų centras an, die er bis 2013 innehatte. Danach war er von 2013 bis 2014 als Assistent im Büro eines Mitglieds des Europaparlaments tätig.
In der Bildung war Dainius Varnas ebenfalls aktiv. 2014 arbeitete er als Lektor am privaten Kolleg St. Ignatius von Loyola und von 2014 bis 2024  als Lehrer am König-Mindaugas-Berufsbildungszentrum. Im Jahr 2019 war er zusätzlich Lehrer an der Grundschule Panemunė von Kaunas.
Von 2018 bis 2021 war Varnas Direktor des Verbands von Jakobsweg-Gemeinden Litauens. Außerdem leitete er von 2018 bis 2024 das Unternehmen UAB Grainmore Pro.  2024 war er Direktor des Unternehmens Tranzito paslaugų ir logistikos centras. In der Parlamentswahl in Litauen 2024 wurde er ins 14. Seimas ausgewählt.
Seit 2024 ist er Mitglied von „Nemuno aušra“. 
Von 	2012 bis  	2016 war er Mitglied von Laisvė ir teisingumas, von 1999 	bis 2012 Tėvynės sąjunga.
Dainius Varnas engagiert sich in der Gesellschaft und ist Vorstandsmitglied der Šv. Jokūbo kelio draugų asociacija (Freunde des Jakobswegs).
Dainius Varnas beherrscht mehrere Sprachen: Englisch spricht er fließend, Polnisch auf fortgeschrittenem Niveau, und auch Russisch beherrscht er fließend.
Er ist verheiratet.